# Afrarchaea bergae
Afrarchaea bergae es una especie de arácnido perteneciente al género Afrarchaea, dentro de la familia Archaeidae, del orden de las arañas.

## Distribución
La especie se distribuye por Sudáfrica.

## Taxonomía
Fue descrita científicamente por Leon N. Lotz en 1996.  La descripción original fue publicada en New species of Afrarchaea with notes on Afrarchaea godfreyi. Navorsinge van die Nasionale Museum Bloemfontein, número 12, entre las páginas 141 y 160.